# Милан Поповић (генерал)
Милан Поповић (Љиг, 18. мај 1968) је припадник војске Србије, Начелник Управе за развој и опремање Генералштаба и бивши заступник команданта 250. ракетне бригаде. Има чин бригадног генерала.

## Образовање
- Високе студије безбедности и одбране, 2013.
- Мастер академскe студијe друштвено-хуманистичких наука, Руска Федерација, 2010.
- Генералштабно усавршавање, Војна академија Генералштаба Оружаних снага Руске Федерације, 2010.
- Командно-штабно усавршавање, Војна академија ваздушно-космичке одбране „Г. К. Жуков“, 2003.
- Војна академија, смер АРЈ ПВО, 1991.
- Ваздухопловна гимназија „Маршал Тито“, 1987.

## Досадашње дужности
- Начелник Управе за развој и опремање (Ј-5), Генералштаб Војске Србије
- Начелник Управе за планирање и развој (Ј-5), Генералштаб Војске Србије
- Помоћник команданта Ратног ваздухопловства и ПВО за операције
- Заступник команданта 250. ракетне бригаде за ПВД
- Помоћник команданта Ратног ваздухопловства и ПВО за операције
- Начелник одељења у Управи за планирање и развој, Генералштаб Војске Србије
- Начелник одсека у Управи за планирање и развој, Генералштаб Војске Србије
- Самостални референт у Управи за планирање и развој, Генералштаб Војске Србије
- Референт у Управи за планирање и развој, Генералштаб
- Командант ракетно-техничког дивизиона
- Заменик команданта ракетно-техничког дивизиона
- Командир ракетно-техничке батерије
- Командир вода у ракетно-техничкој батерији
- Командир одељења у ракетно-техничкој батерији

## Напредовање
- потпоручник 1991. године
- поручник 1992. године
- капетан 1995. године
- капетан прве класе 1998. године
- мајор 2002. године
- потпуковник 2006. године
- пуковник 2010. године
- бригадни генерал 2019. године